# Río Urubu
El río Urubu es un río amazónico brasileño, un afluente de la margen norte (izquierda) del río Amazonas. Discurre íntegramente por el estado de Amazonas. Tiene una longitud de 430 km.

## Geografía
El río Urubu es un río de aguas negras que nace al norte de la localidad de Presidente Figueiredo. Discurre en dirección sureste, paralelo al río Uatumã, y atraviesa las localidades de Presidente Figueiredo (25.474 hab. en 2008) y Amatari. En su tramo final desagua en el lago Urubu, un lago marismal conectado por varios canales al río Amazonas. El lago Urubu tiene 340 km², 45 km de largo y 22 de ancho.
Desagua en el Amazonas por la margen izquierda entre el río Preto da Eva y el río Uatumã.